# سال‌های اولیه ۱۹۶۵–۱۹۷۲
سال‌های اولیه ۱۹۶۵–۱۹۷۲ یک مجموعه ۳۳ دیسکهٔ جمع‌آوری شده در کلکسیون جعبه ای است که توسط پینک فلوید در تاریخ ۱۱ نوامبر ۲۰۱۶ منتشر شده‌است. انتشار این مجموعه به‌طور رسمی در تاریخ ۲۸ ژوئیه ۲۰۱۶ اعلام شد. مجموعه شامل هفت جلد است که به صورت سی دی، دی وی دی، دیسک بلوری، وینیل و مجموعه خاطره انگیزی از جمله عکس‌ها، پوسترها و برنامه‌های تور عرضه شد. این مجموعه شامل قطعات غیر آلبومی سال‌های اولیه و همچنین استودیویی منتشر نشده و اجراهای زنده نیز می‌باشد. جلد ۱–۶ از تاریخ ۲۴ مارس ۲۰۱۷ به صورت جداگانه در دسترس بوده‌است و جلد ۷ - ۱۹۶۷-۱۹۷۲: همچنان ادامه دادن منحصر به مجموعه است. یک مجموعه دو سی دی با عنوان «سالهای اولیه - خلقت» نیز در دسترس قرار گرفته‌است.
به دلیل یک اشتباه، یک نسخه از سی دی پینک فلوید: زنده در پمپئی نیز در کلکسیون جعبه ای که در سال ۲۰۱۶ مخلوط نهان پشت ابر قرار دارد و در آخرین لحظه قرار گرفته بود، در جعبه قرار داده شده بود. نسخه مستقل ۱۹۷۲:مبهم و تاریک کردن شامل هر دو سی دی به صورت استاندارد است.